# Columbia County (Arkansas)
Columbia County is een county in de Amerikaanse staat Arkansas.
De county heeft een landoppervlakte van 1.984 km² en telt 25.603 inwoners (volkstelling 2000). De hoofdplaats is Magnolia.

## Bevolkingsontwikkeling

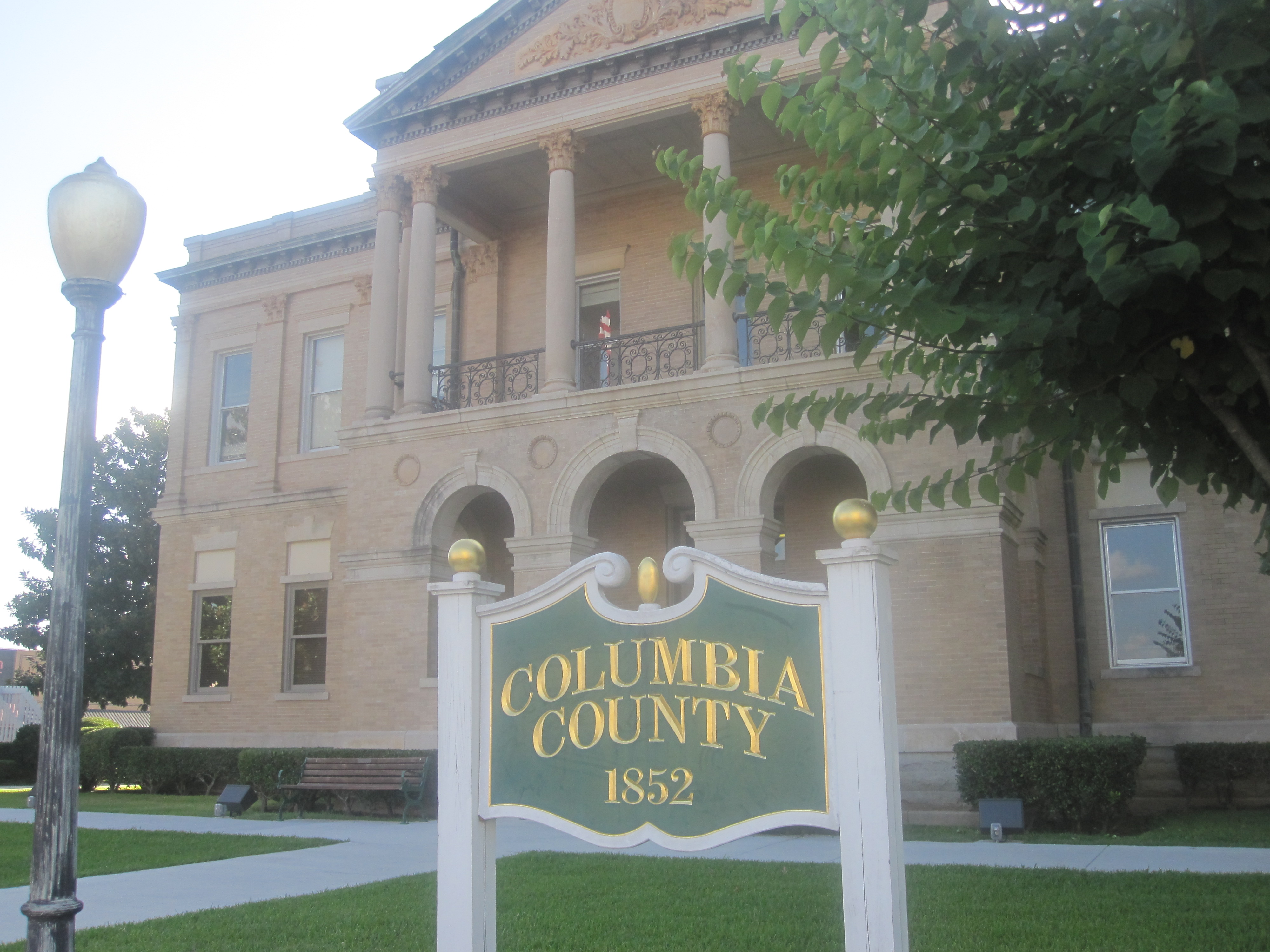
Columbia County Courthouse